# Pont transbordeur de Runcorn-Widnes

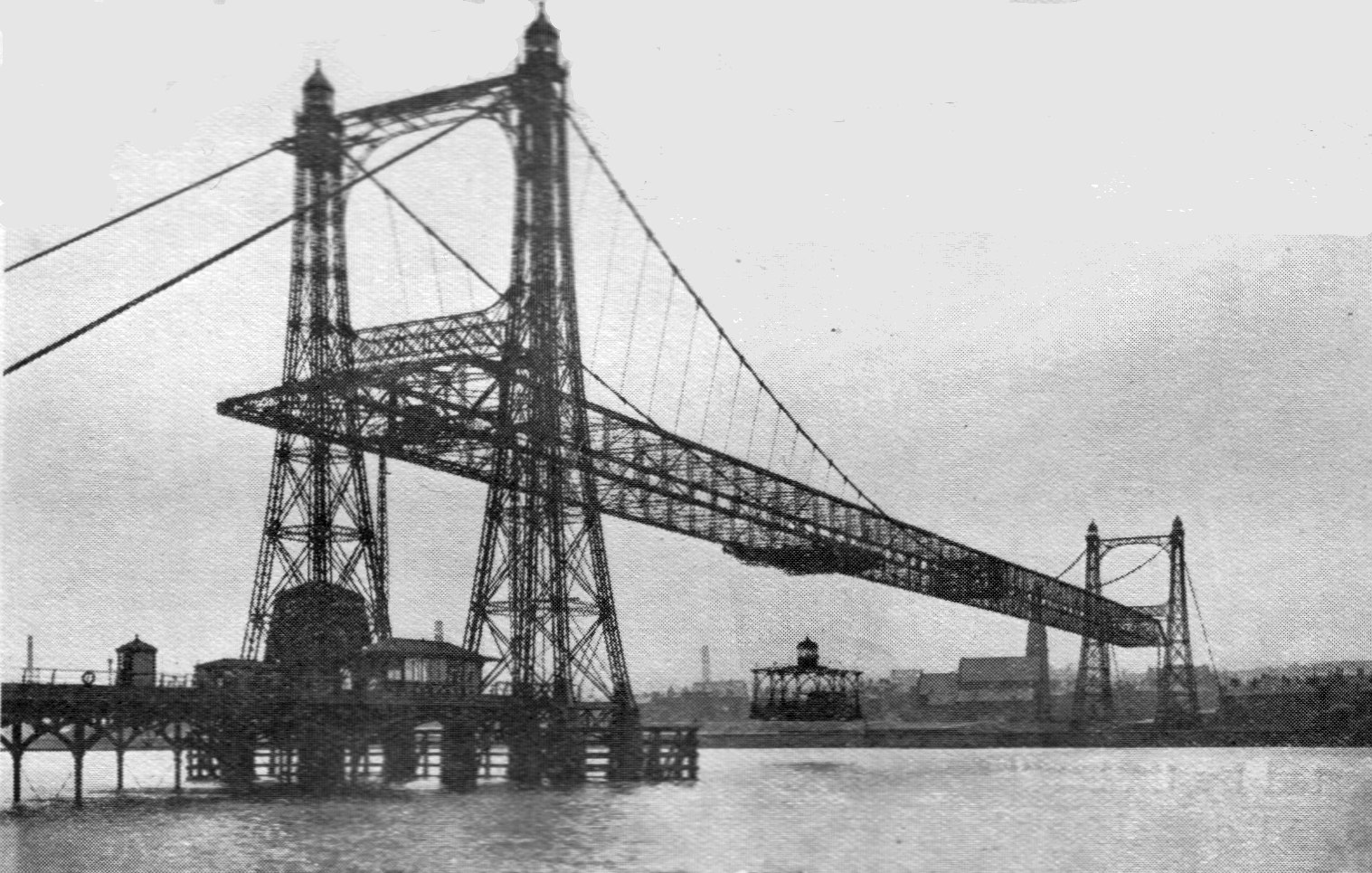
Pont transbordeur de Runcorn (Wonder Book of Engineering Wonders, 1931).

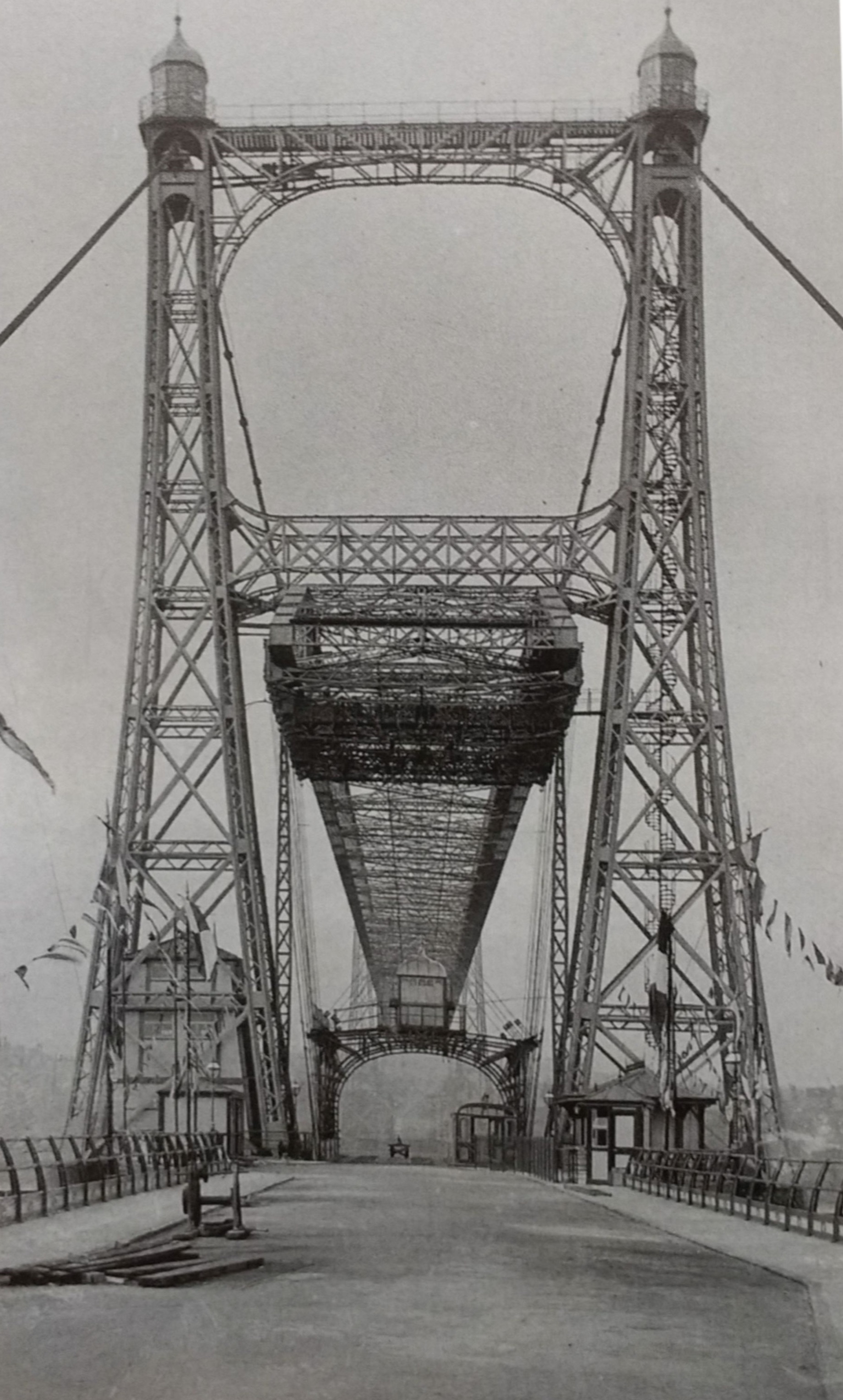
Accès à la nacelle

Le pont transbordeur de Runcorn-Widnes (en anglais : Widnes–Runcorn Transporter Bridge ou Runcorn–Widnes Transporter Bridge) est une ancienne structure métallique suspendue à nacelle mobile qui traversait d'un seul jet la rivière Mersey et le Canal de Manchester qui lui est adjacent, reliant les villes de Runcorn (sur la rive gauche) et de Widnes (sur la rive droite).
L'ouvrage, long de 304 m, était ouvert aux piétons, aux animaux domestiques, ainsi qu'aux voitures hippomobiles et automobiles. Il a été mis en service en 1905 et démonté en 1961, remplacé par le pont en arc métallique Silver Jubilee Bridge, beaucoup plus performant.
Les seuls vestiges conservés sont les rampes d'accès à la nacelle et les bâtiments de production d'électricité, de gardiennage et de péage.

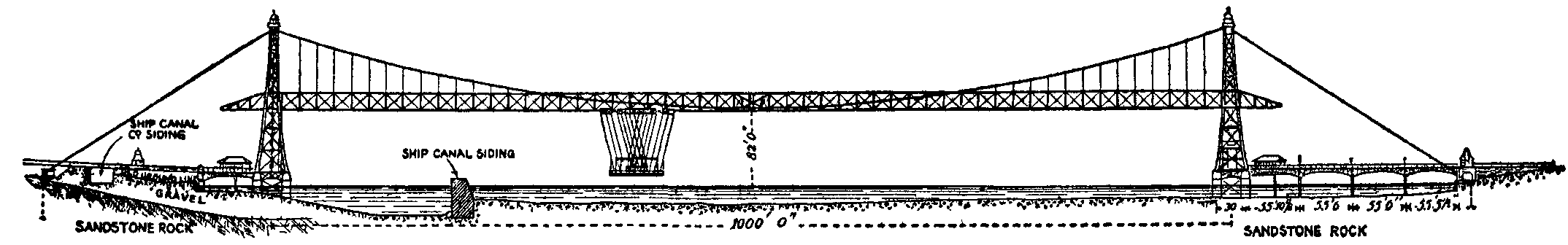
Dessin montrant le pont transbordeur, ses pylônes, sa nacelle mobile et son tablier suspendu.

## Sources
- Dave Thompson, Bridging the Years : The Story of Runcorn-Widnes Transporter Bridge, Dave Thompson, Widnes, 2000 ;
- H.F. Starkey, Old Runcorn, Halton Borough Council, 1990 ;
- Dave Thompson, Bridging the Mersey : A Pictorial History, European Library, 2000 ;
- The Bridging of Runcorn Gap, Halton Borough Council, 1978.